# Urolophus piperatus
Coral Sea stingaree' (Urolophus piperatus) là một loài cá đuối ít được biết đến trong họ Urolophidae, được tìm thấy ở độ sâu 171–310 m (561–1.017 ft) quanh rìa của thềm lục địa ngoài khơi bắc Queensland.